# Mucrochernes hirsutus
Mucrochernes hirsutus es una especie de arácnido  del orden Pseudoscorpionida de la familia Chernetidae.

## Distribución geográfica
Se encuentra en California (Estados Unidos).